# 木里糙苏
木里糙苏（学名：Phlomis muliensis）为唇形科糙苏属下的一个种。